# Крупенский, Николай Матвеевич
Никола́й Матве́евич Крупе́нский (1822 — 1893) — бессарабский областной и подольский губернский предводитель дворянства, камергер.
Из старинного дворянского рода Крупенских. Сын бессарабского вице-губернатора Матвея Егоровича Крупенского и жены его Екатерины Христофоровны Комнено. Землевладелец Бессарабской губернии (5000 десятин).
Получив домашнее образование, вступил в военную службу в 1839 году. В 1841 году был произведен корнетом, а в 1845 году — поручиком.
В 1846 году был уволен от службы по болезни. По выходе в отставку вернулся в Бессарабию, где посвятил себя сельскому хозяйству и общественной деятельности. В 1857—1860 годах состоял хотинским уездным предводителем дворянства. В 1866 году был избран бессарабским областным предводителем дворянства, в каковой должности пробыл одно трехлетие. Кроме того, состоял гласным Хотинского уездного земского собрания.
В 1879 году был назначен подольским губернским предводителем дворянства и занимал эту должность до 1886 года. Имел чин действительного статского советника, состоял в придворном звании камергера. Из наград имел ордена св. Станислава 2-й степени и св. Владимира 3-й степени, медаль «в память войны 1853—1856 гг.», а также знак отличия, учрежденный 17 апреля 1863 года.
Скончался в 1893 году.

## Семья
С 15 января 1850 года был женат на дочери надворного советника Надежде Ивановне Гинц. Их дети:
- Анатолий (1850—1923), дипломат, посол в Италии. В эмиграции в Италии.
- Михаил (1851—1905), губернский предводитель дворянства в 1897—1905 годах, камергер.
- Георгий (1857—1925), председатель губернской земской управы в 1900—1901 годах.
- Александр (1861—1939), губернский предводитель дворянства в 1908—1914 годах, камергер. В эмиграции во Франции.
- Павел (1863—1939), член Государственной думы от Бессарабской губернии, политик. В эмиграции во Франции.
- Василий (1868—1945), дипломат, посол в Японии. В эмиграции в Италии.
- Евгения (1860—1930)